# مانگا (بازیکن فوتبال)
هیلتون کوریا ده آرودا (به پرتغالی: Haílton Corrêa de Arruda؛ ۲۶ آوریل ۱۹۳۷ – ۸ آوریل ۲۰۲۵) که با نام مانگا شناخته می‌شد، بازیکن فوتبال اهل برزیل بود.
از جمله باشگاه‌هایی که وی در آن‌ها بازی کرده‌است، می‌توان به باشگاه ورزشی اینترناسیونال، باشگاه فوتبال کوریتیبا، باشگاه فوتبال ناسیونال، باشگاه ورزشی بارسلونا، باشگاه فوتبال بوتافوگو و باشگاه فوتبال گرمیو اشاره کرد.
وی همچنین در تیم ملی فوتبال برزیل بازی کرده‌است.